# The One (film)
Pour les articles homonymes, voir The One.
Pour plus de détails, voir Fiche technique et Distribution.
The One est un film américain réalisé par James Wong sorti en 2001.
Le film suit Yu-Law qui est agent à la MultiVerse Authority (MVA), une compagnie chargée de réguler les voyages interdimensionnels entre les différents univers. Au cours de ses différentes missions, Yu-Law a compris que tous les êtres vivants dans les univers différents étaient « reliés » entre eux par un flux et que, lorsqu'un d'eux disparaît, son énergie est alors redistribuée aux autres.

## Synopsis
Gabriel Yulaw (Jet Li), autrefois agent de la MultiVerse Authority (MVA) qui contrôle les voyages interdimensionnels, cherche à traquer toutes les variations de lui-même dans des univers alternatifs. En tuant 124 versions de ses autres moi et en absorbant leurs énergies vitales, Yulaw pense qu'il deviendra un être divin superpuissant appelé "L'Unique".
Après avoir tué Lawless, la 123e variante de l'univers Anubis, Yulaw est capturé par les agents MVA Roedecker (Delroy Lindo) et Funsch (Jason Statham) et ramené au siège de la MVA dans l'univers Alpha. Après avoir été condamné à perpétuité dans la colonie pénitentiaire de Stygian dans l'univers d'Hadès, Yulaw parvient à s'échapper avec l'aide de sa femme et se téléporte dans l'univers de Charis où vit la dernière variation de lui-même.
La dernière variante connue, Gabe Law, est un shérif adjoint travaillant au département du shérif du comté de Los Angeles. Pendant deux ans, Gabe a connu une augmentation de sa force, de sa vitesse et de ses capacités mentales, mais ni lui ni sa femme T.K. (Carla Gugino) ne peuvent comprendre pourquoi. Lors du transport d'un prisonnier, Gabe "sent" la présence de Yulaw à temps pour éviter d'être abattu. Gabe se blesse après être tombé d'un mur que Yulaw escalade facilement. Roedecker et Funsch arrivent à temps pour empêcher Yulaw d'achever Gabe.
Bien qu'il ne soit pas familier avec les voyages interdimensionnels, Gabe se rend compte que Yulaw lui est identique à tous points de vue. Rodecker et Funsch suivent Yulaw jusqu'à l'hôpital où Gabe est examiné. Yulaw les dissuade de lui tirer dessus car s'il est tué, Gabe serait alors laissé comme l'Élu. Habillés de la même manière et identiques l'un à l'autre, la bataille de Gabe et Yulaw confond les autres policiers. Gabe et Yulaw parviennent à s'échapper de l'hôpital.
Les agents MVA dévient de leurs ordres et se séparent. Roedecker poursuit et combat Yulaw mais est tué lorsque ce dernier se brise le cou, désactivant une bombe que Roedecker avait l'intention d'utiliser pour les achever tous les deux. Funsch rattrape Gabe et lui explique qu'il existe plusieurs univers avec des trous de ver les reliant brièvement à des moments incontrôlables. Yulaw se faufile dans la résidence de Gabe où TK, le croyant être Gabe, accepte de le cacher à la police. Elle se rend compte que Yulaw la trompe mais pas à temps pour éviter d'être capturée. Gabe arrive, seulement pour regarder, impuissant, Yulaw tuer T.K. Funsch trouve un Gabe culpabilisé et les deux font équipe pour trouver Yulaw au prochain trou de ver.
Gabe et Funsch arrivent dans une usine industrielle, où ils rencontrent et combattent Yulaw. Funsch est facilement vaincu mais Gabe et Yulaw sont plus à égalité. Gabe parvient à prendre le dessus mais seulement quelques secondes avant que le trou de ver n'arrive. Tous les trois y sont aspirés et s'effondrent sur le sol du siège de la MVA. Yulaw est immédiatement transporté dans l'univers d'Hadès après une tentative infructueuse pour changer de place avec Gabe. Le MVA se prépare alors à renvoyer Gabe dans son propre univers, où il sera arrêté et mis en prison pour les crimes commis par Yulaw. Se souvenant d'une conversation antérieure avec Gabe, Funsch l'envoie avec compassion dans le passé de son univers dans lequel Gabe peut à nouveau avoir une vie normale depuis sa première rencontre avec T.K.
Pendant ce temps, Yulaw, maintenant dans la colonie pénitentiaire stygienne de l'univers d'Hadès, déclare qu'il deviendra toujours l'Unique et procède ensuite à la bataille contre un détenu. Enfin, la caméra recule pour montrer une armée d'autres détenus affrontant Yulaw au sommet d'une ziggourat.

## Fiche technique
- Titre original et français : The One
- Titre québécois : Le Seul
- Réalisation : James Wong
- Scénario : Glen Morgan, James Wong
- Photographie : Robert McLachlan (en)
- Musique : Trevor Rabin
- Production : Steve Chasman, Glen Morgan, Charles Newirth, James Wong
- Société(s) de production : Revolution Studios
- Société(s) de distribution : Columbia Pictures
- Budget : 54 000 000 $
- Visa d'exploitation : 114439
- Pays d'origine :  États-Unis
- Langue originale : anglais
- Format : couleur - 35 mm - 2,35:1 - son DTS / Dolby Digital / SDDS
- Durée : 87 minutes
- Dates de sortie : 
  -  États-Unis : 2 novembre 2001
  -  France : 28 novembre 2001

## Distribution
- Jet Li (VF : Franck Capillery) : Gabe Law / Gabriel Yu-Law / Lawless
- Carla Gugino (VF : Rafaèle Moutier) : T.K Law / Massie Walsh
- Delroy Lindo (VF : Jean-Michel Martial) : Harry Roedecker, agent du MVA / Pompiste
- Jason Statham (VF : Gabriel Le Doze) : Evan Funsch, agent du MVA
- James Morrison : l'officier du LAPD Bobby Aldrich / Prisonnier du monde A
- Dylan Bruno : Yates
- Richard Steinmetz (VF : Philippe Valmont) : D'Antoni
- Steve Rankin : le superviseur du MVA
- Tucker Smallwood (VF : Michel Tureau) : le gardien de prison
- Harriet Sansom Harris (VF : Frédérique Cantrel) : Infirmière Besson
- David Keats : le radiologue
- Dean Norris : le sergent Siegel
- Ron Zimmerman : Ronnie le pourri
- Darin Morgan : Hugo
- Mark Borchardt : César
- Joel Stoffer (en) (VF : Jérôme Keen) : Dr Franklin
- Kimberly Patton : Dr Hamilton
- Denney Pierce et Boots Southerland : les agents de sécurité aux urgences
- Archie Kao : Woo
- Ken Kerman et Kevin Indio Copeland : les prisonniers du monde A
- Marco Verdier et Teddy Lane Jr. : les prisonniers du monde C
- Narinder Samra : Docteur Hackler
- Clement E. Blake et Bill Dunnam : les prisonniers de la colonie pénitentiaire
- Edward James Gage : un ouvrier

- Version française
  - Société de doublage : Synchro 7
  - Direction artistique : Jean-Louis Montagné
  - Adaptation des dialogues : Philippe Millet
  - Enregistrement et mixage : Frédéric Legrand

Source et légende : Version française (VF)

## Box-office
- Mondial : 72 689 126 $
- États-Unis : 43 905 746 $
- France : 488 532 entrées

## Autour du film
- À l'origine du projet, il était prévu que The Rock soit la vedette du film, les producteurs ont finalement opté pour Jet Li.
- Un jeu vidéo est également tiré du film.[réf. souhaitée]